# Гавриил (Альбицкий)
Гаврии́л Альби́цкий (согласно П. М. Строеву — Игнатьев; ок. 1784 — 1839) — архимандрит Иосифо-Волоцкого монастыря Русской православной церкви.

## Биография
Родился около 1784 года семье московского причетника; обучался в Славяно-греко-латинской академии и с 1805 года был в ней учителем, катехизатором и проповедником; занимался и исправлением печатаемых греческих книг, особенно Нового Завета.

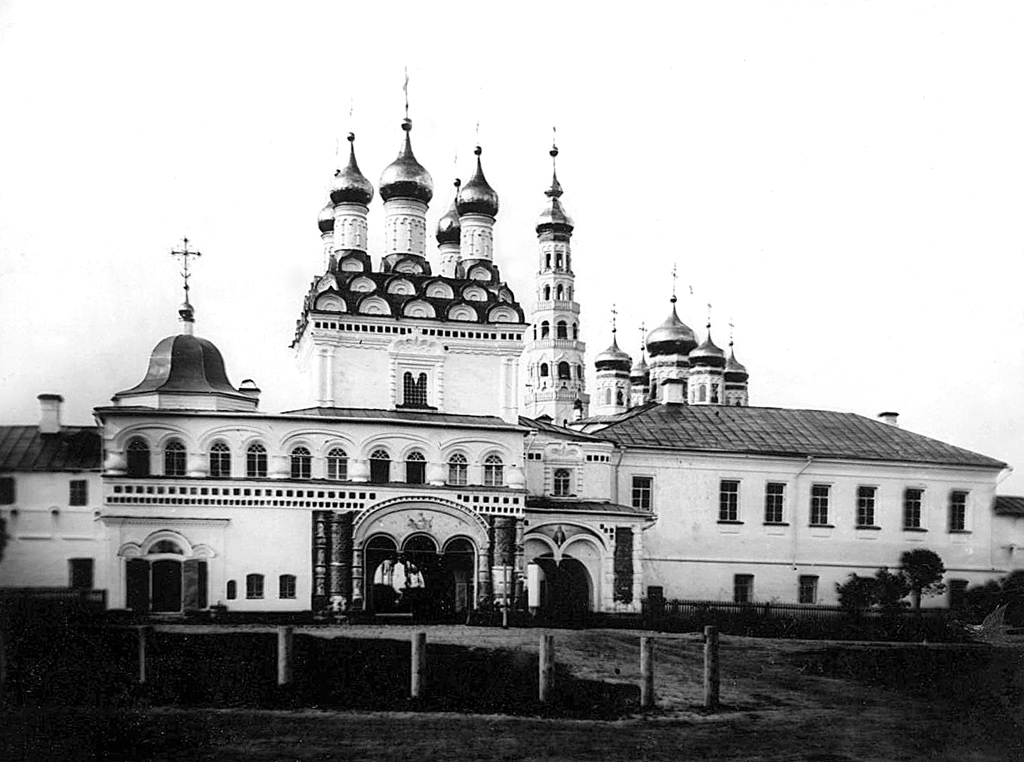
Иосифо-Волоцкий монастырь

В 1813 году был рукоположён в священники Московской Никитской за Яузой церкви. Будучи священником, описывал греческие книги Московской синодальной библиотеки.
Овдовев, 29 августа 1820 года, принял пострижение в монашество с именем Гавриил, а 30 августа был возведён в сан архимандрита и назначен настоятелем Серпуховского Высоцкого монастыря; 12 сентября 1821 года был переведён в Московский Знаменский монастырь; 28 февраля 1822 года был назначен членом Московской духовной консистории.
В 1825 году Гавриил был вызван в Санкт-Петербург на чреду священнослужения и 18 марта назначен настоятелем Иосифова Волоколамского монастыря.
Умер 23 марта (4 апреля) 1839 года 55-ти лет во вверенной ему обители и был погребён на кладбище Иосифова Волоколамского монастыря.